# Gaarden

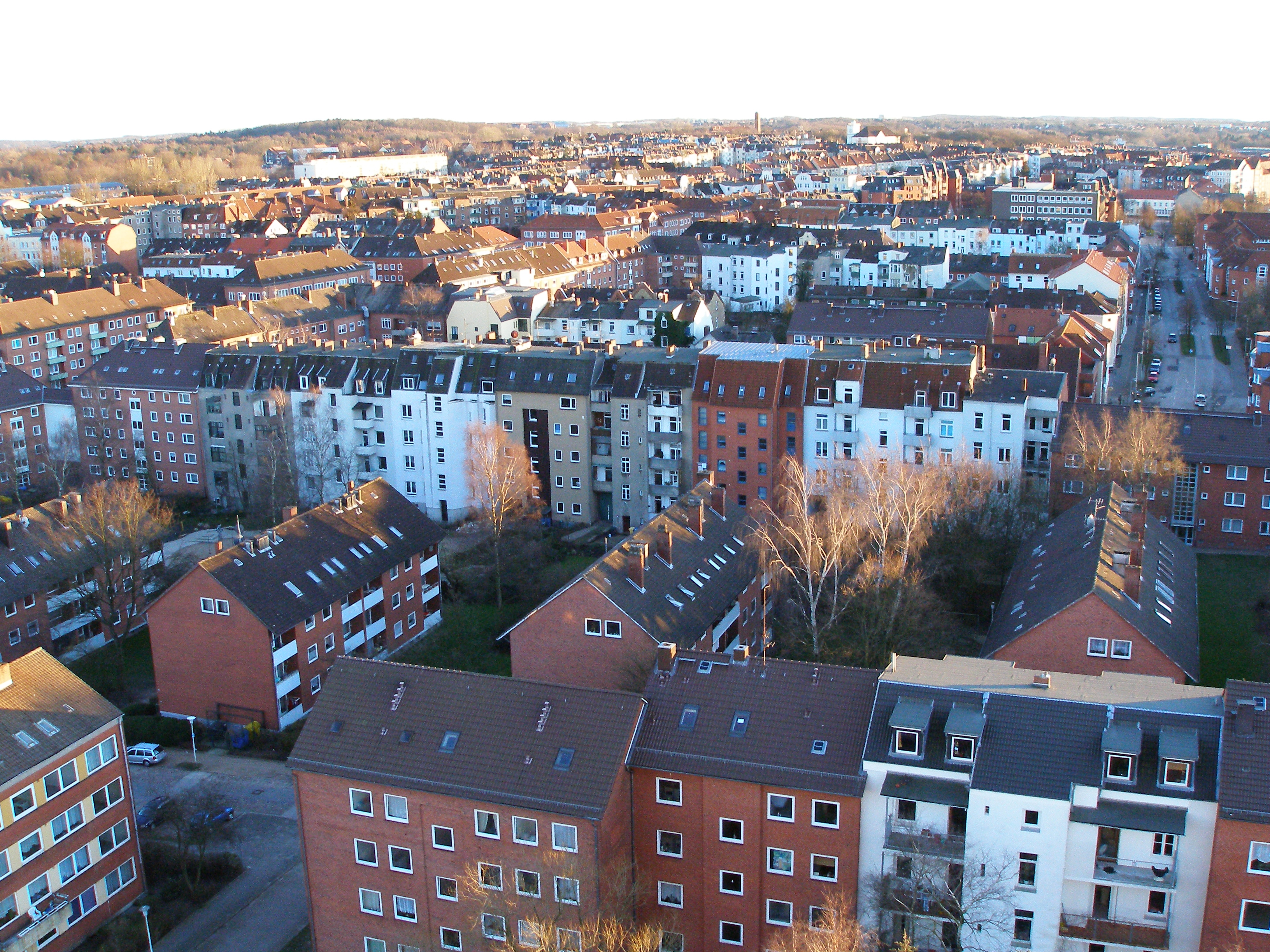
Blick über Gaarden

Gaarden ist ein Stadtteil von Kiel, der sich in Gaarden-Ost und Gaarden-Süd gliedert. Bewohnt ist dieser Stadtteil von ungefähr 21.300 Einwohnern. Ortsfremde meinen mit „Gaarden“ meist Gaarden-Ost, den Stadtteil Nr. 12 von Kiel. Gaarden-Süd und Kronsburg bilden den Stadtteil Nr. 13 von Kiel. Kiel ist in 18 Ortsbezirke mit 30 Stadtteilen gegliedert.

## Geographie
Gaarden-Ost liegt an der Hörn auf einer ehemals moorigen Geländestufe, die von 15 Meter auf 25 Meter über dem Meeresspiegel ansteigt. Neben der Förde ist Gaarden von Kiel-Südfriedhof, Hassee, Meimersdorf, Kronsburg, Wellsee, Elmschenhagen und Ellerbek umgeben. Nur ein kleiner Teil von Gaarden-Süd stößt heute noch an die Stadtgrenze.
Der Name Gaarden geht vermutlich darauf zurück, dass ein großes Gebiet, die beiden Dörfer Hemminghestorpe und Wulvesbrooke, einst als Garten verpachtet war. Auch heute noch umfasst Gaarden vor allem im Süden, also in Gaarden-Süd, große Grünanlagen wie zum Beispiel das Vieburger Gehölz. Erholung bietet beispielsweise der Volkspark, der 1899 als Werftpark gebaut wurde und von 1936 bis 1945 nach Horst Wessel benannt worden war. Er gilt noch heute als sehenswerte Parkanlage. Das Zentrum von Gaarden stellt der 1903 nach dem Kreuzer Vineta benannte Marktplatz Vinetaplatz dar. Sein Name geht auf die in einer Sage vor der Odermündung in der Ostsee versunkene Handelsstadt Vineta zurück.

## Geschichte

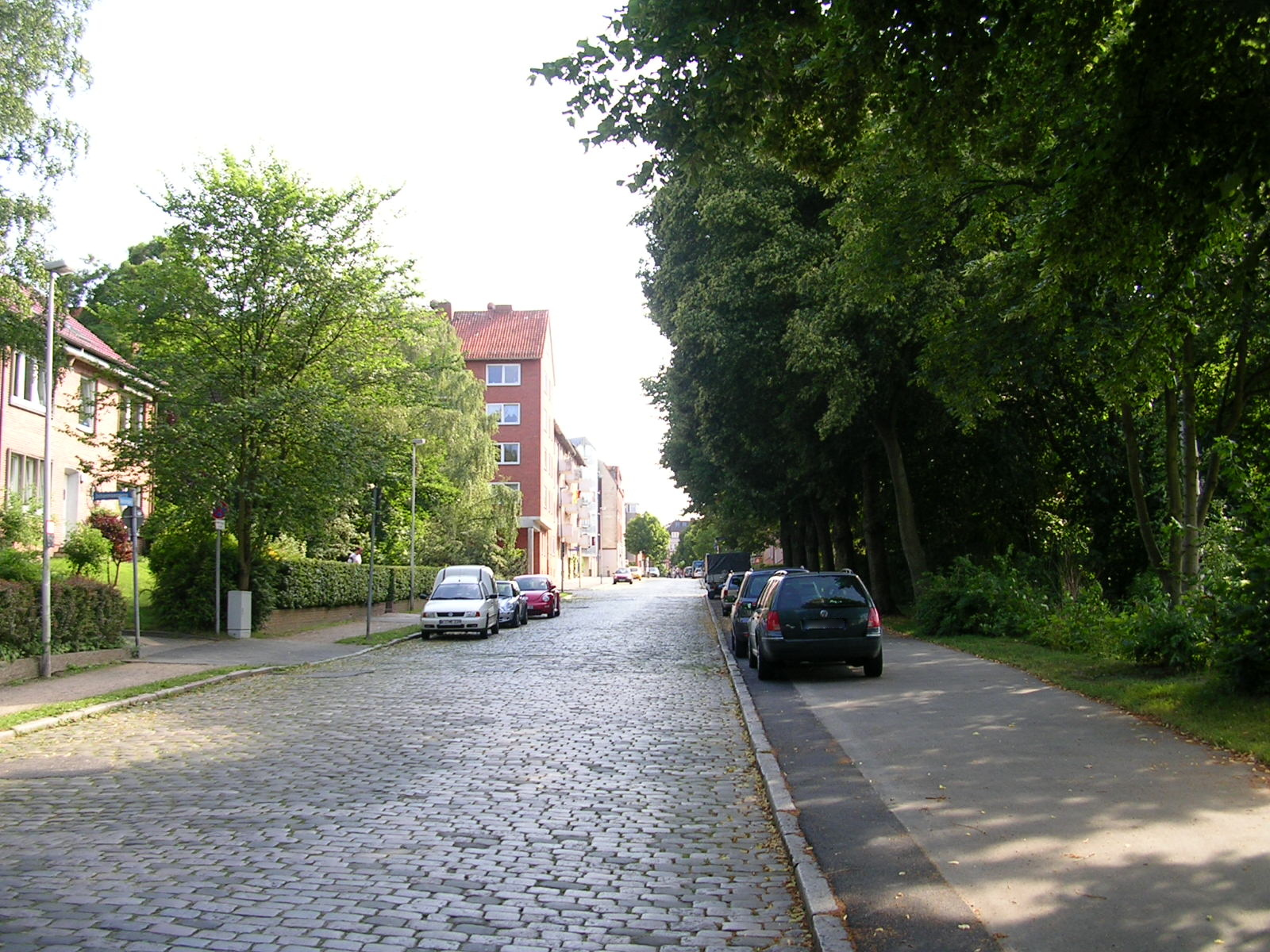
Kaiserstraße

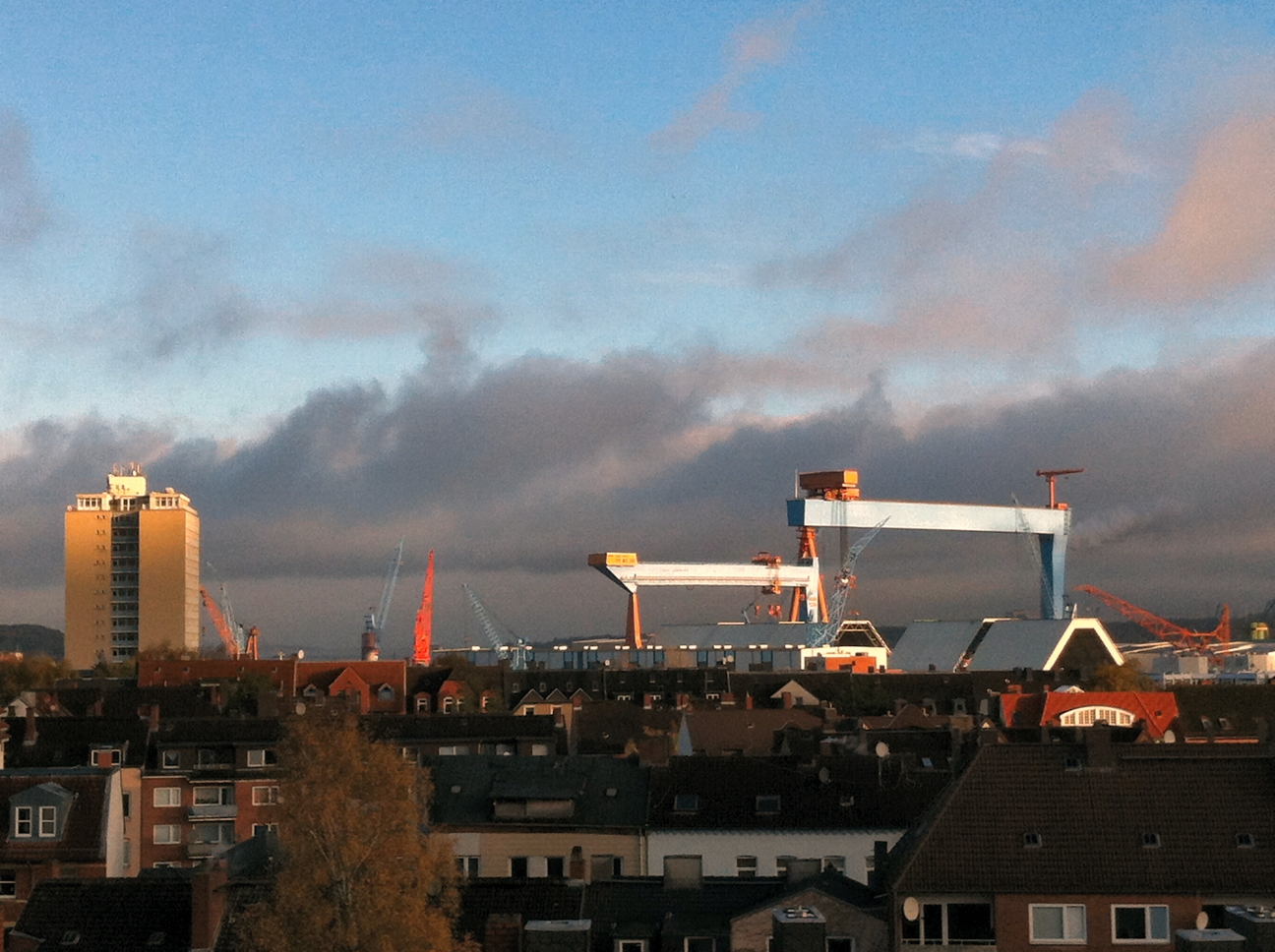
Blick über Gaarden, Werftanlagen im Hintergrund

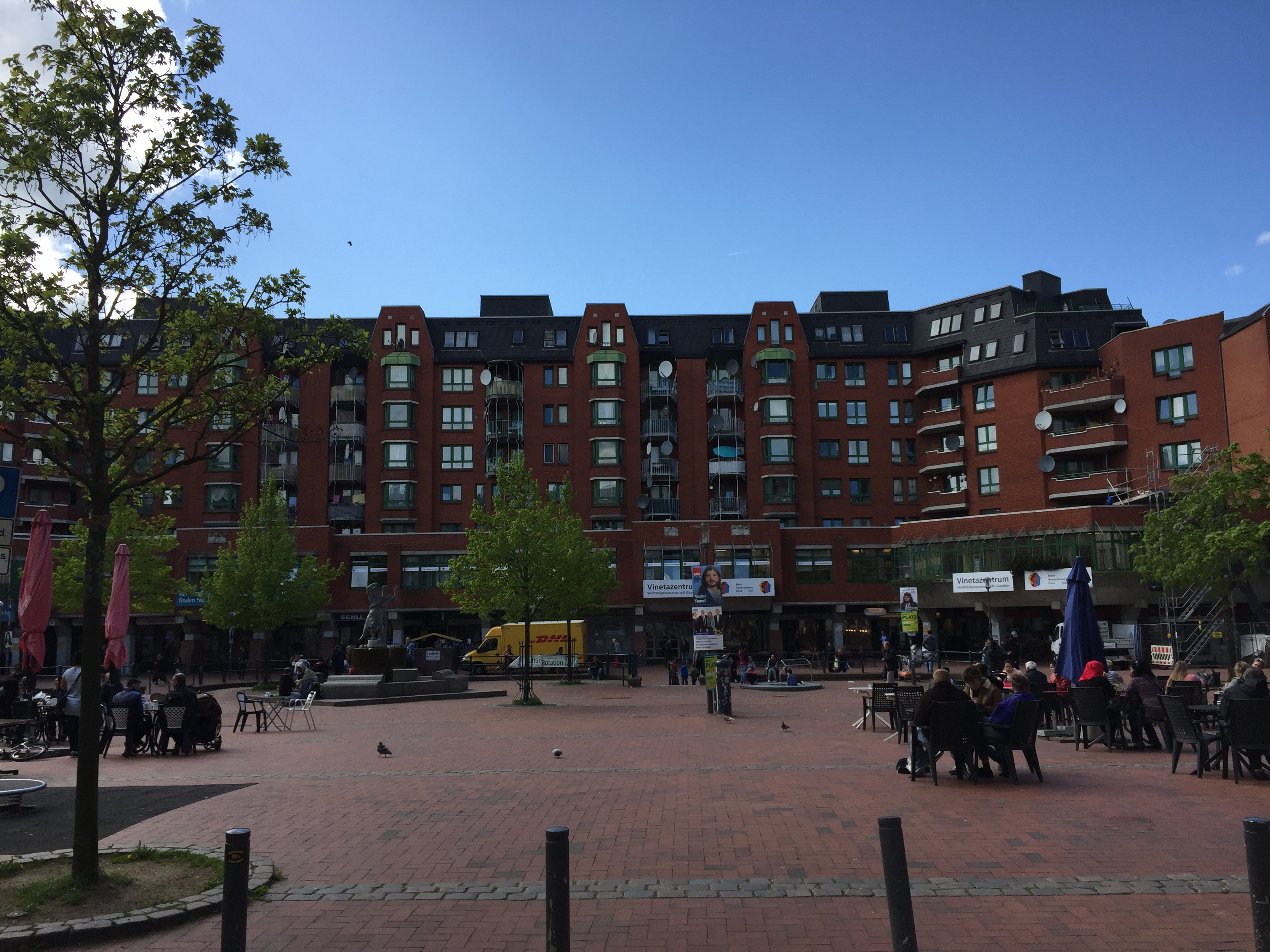
Vinetaplatz

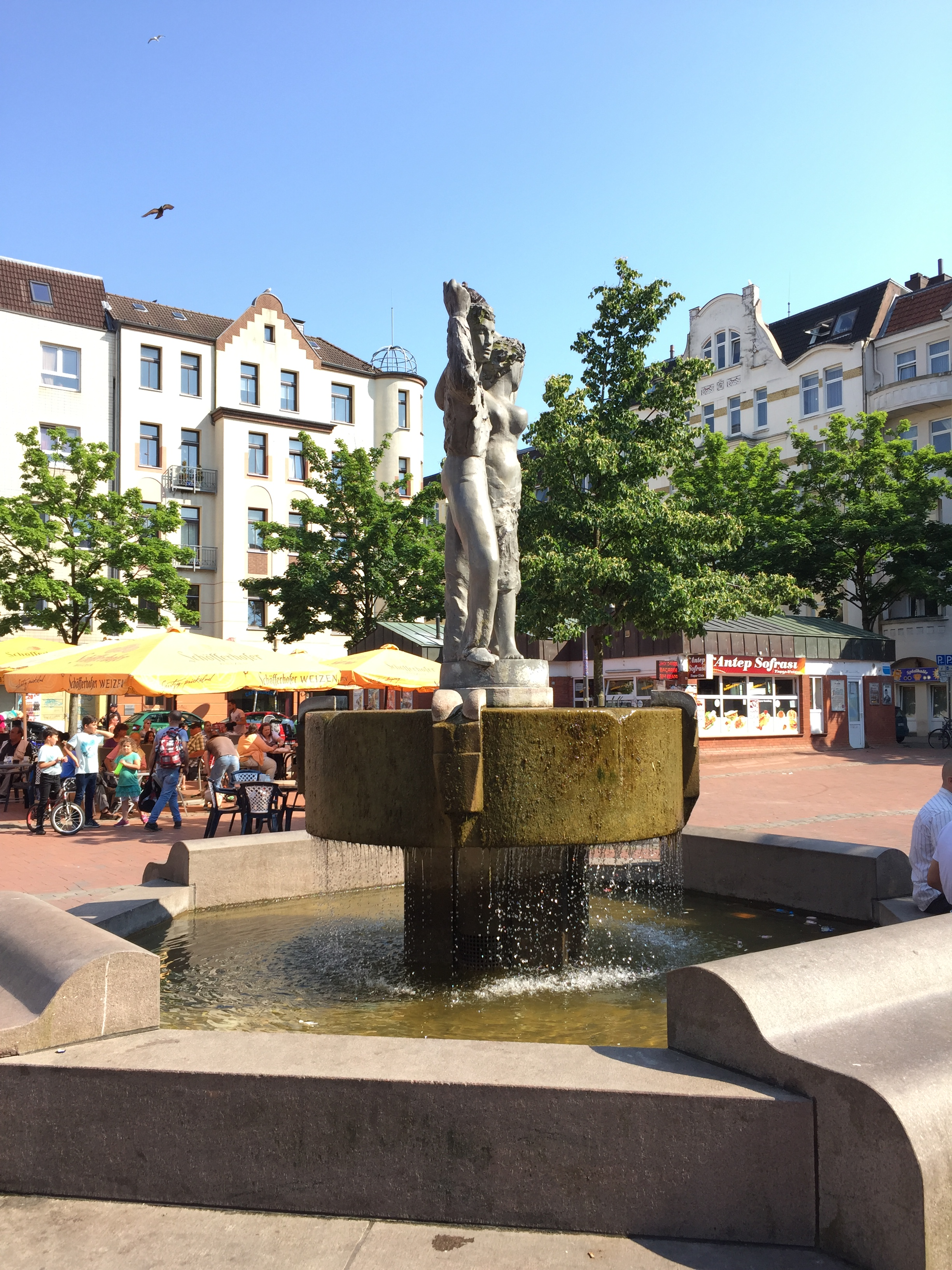
Vinetabrunnen

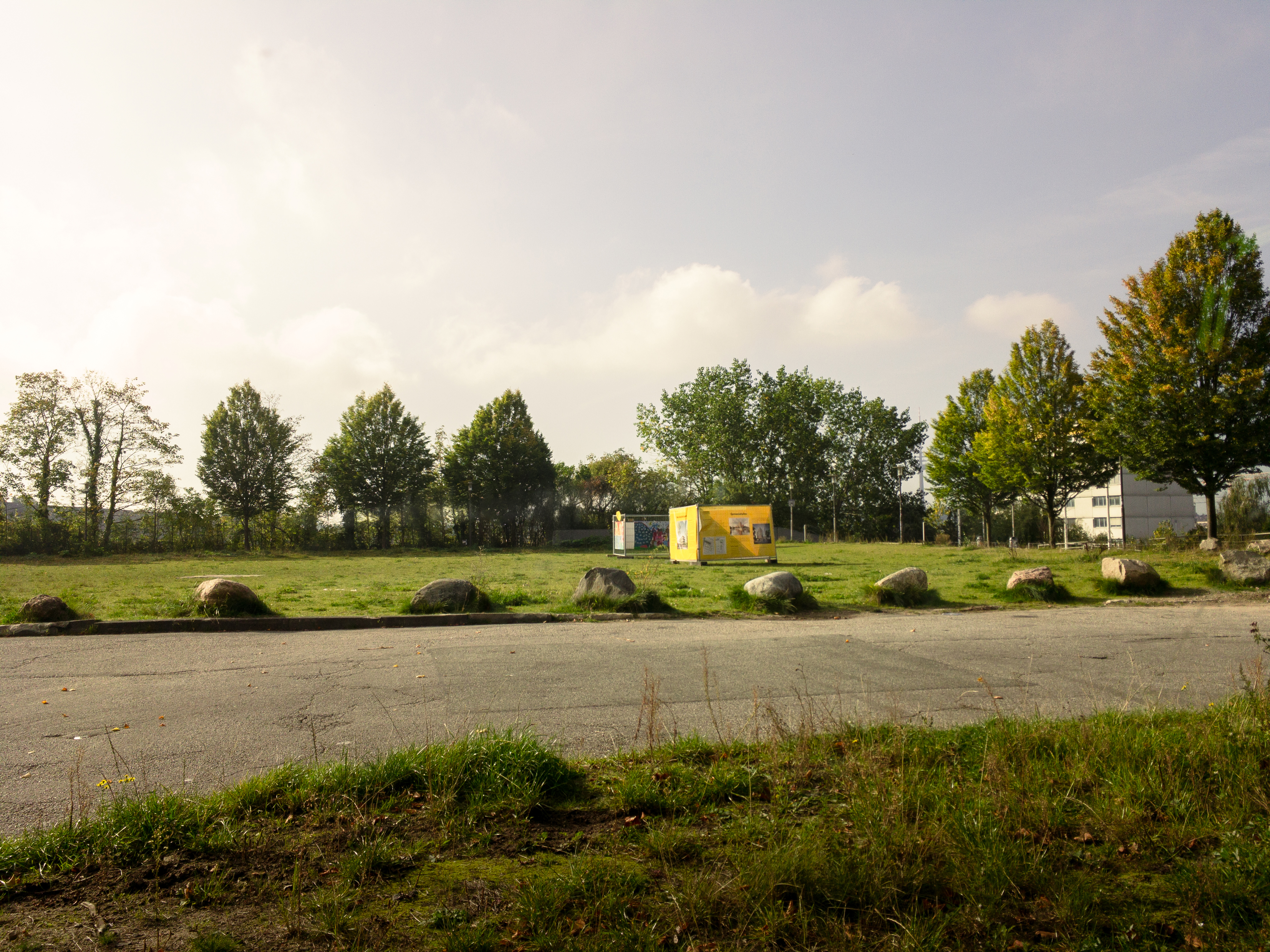
Grünfläche an der Stelle der früheren Gaardener Schwimmhalle

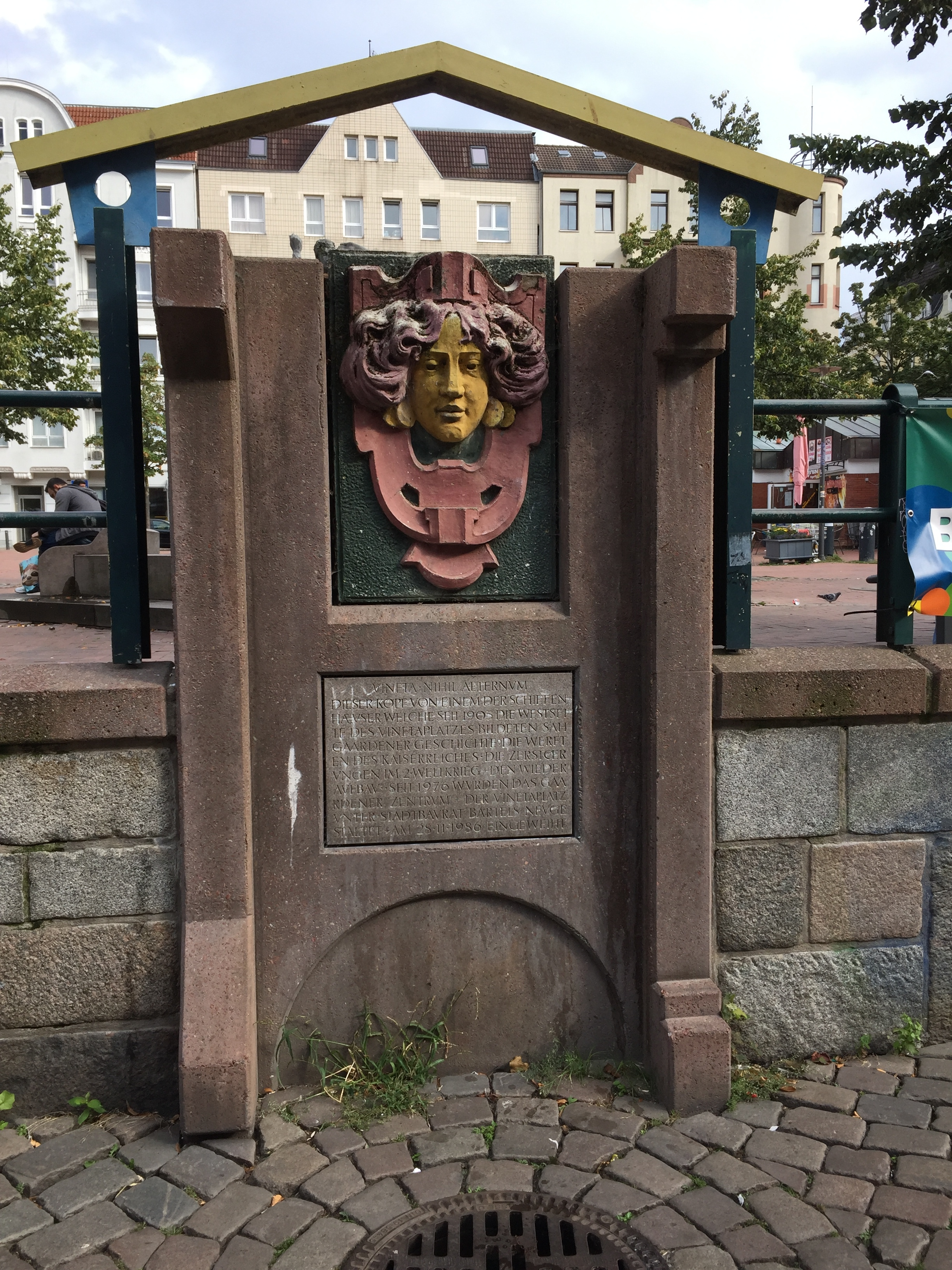
Gedenktafel Vinetaplatz (28. November 1986)

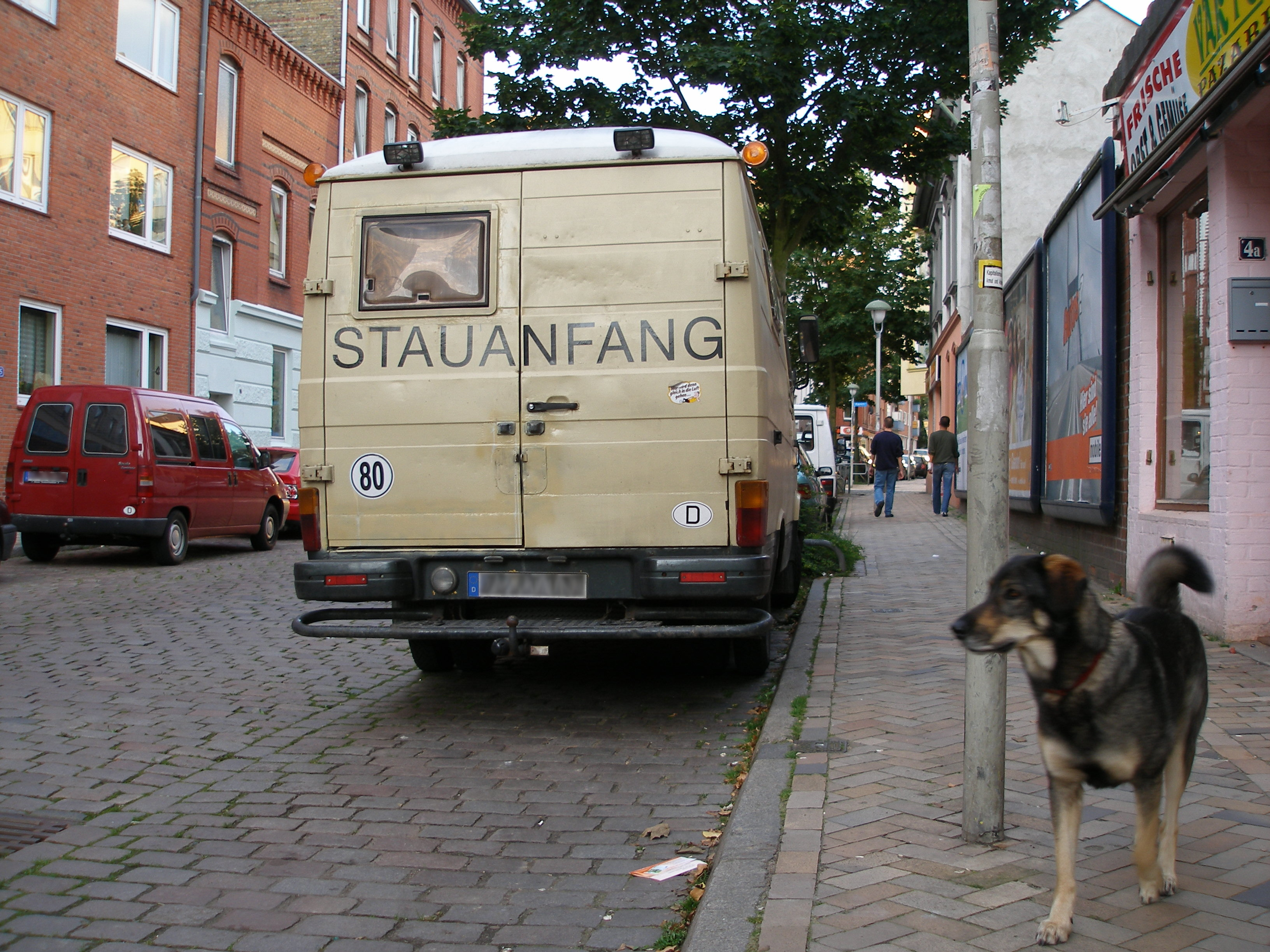
In der Medusastraße

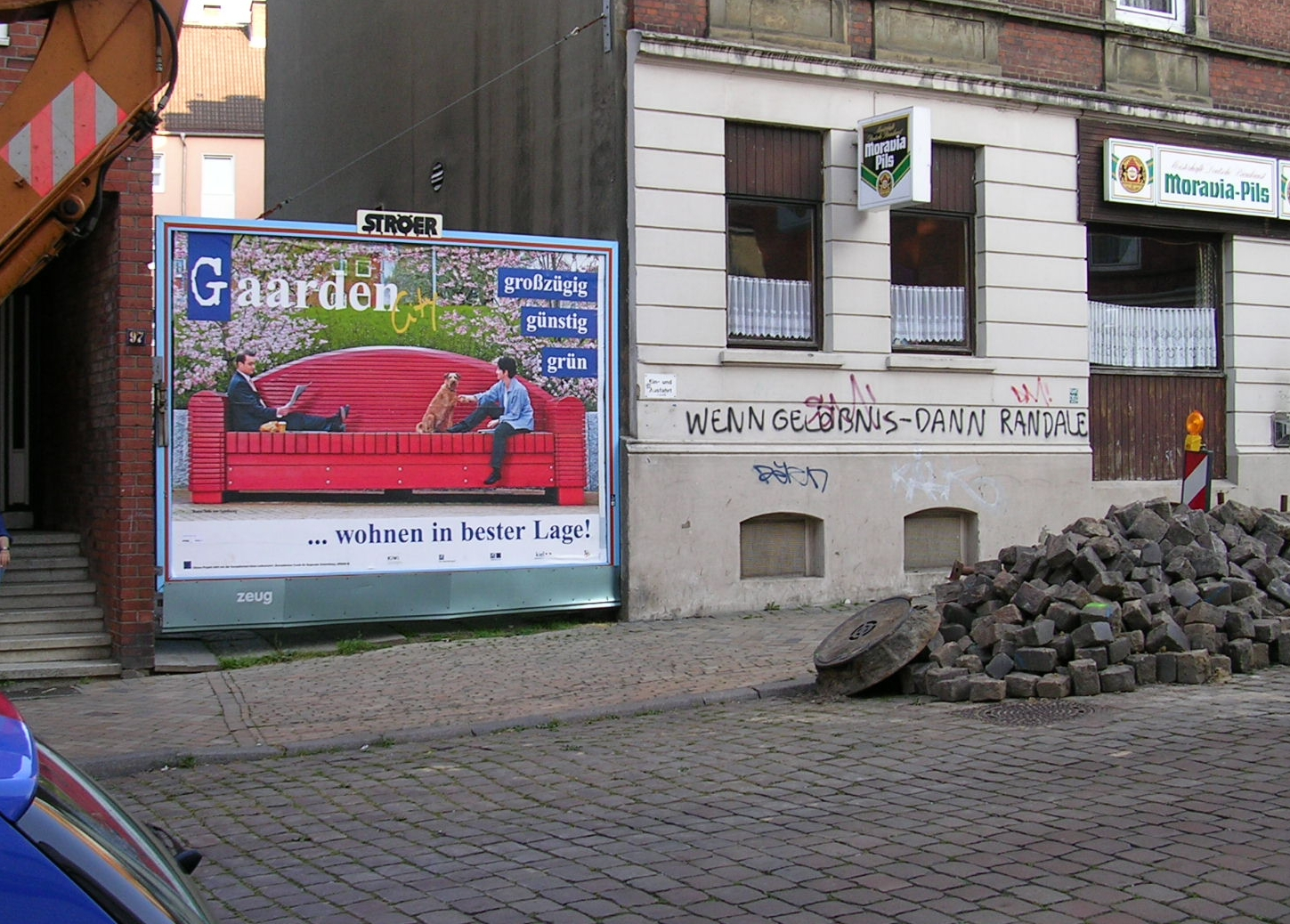
Elisabethstraße

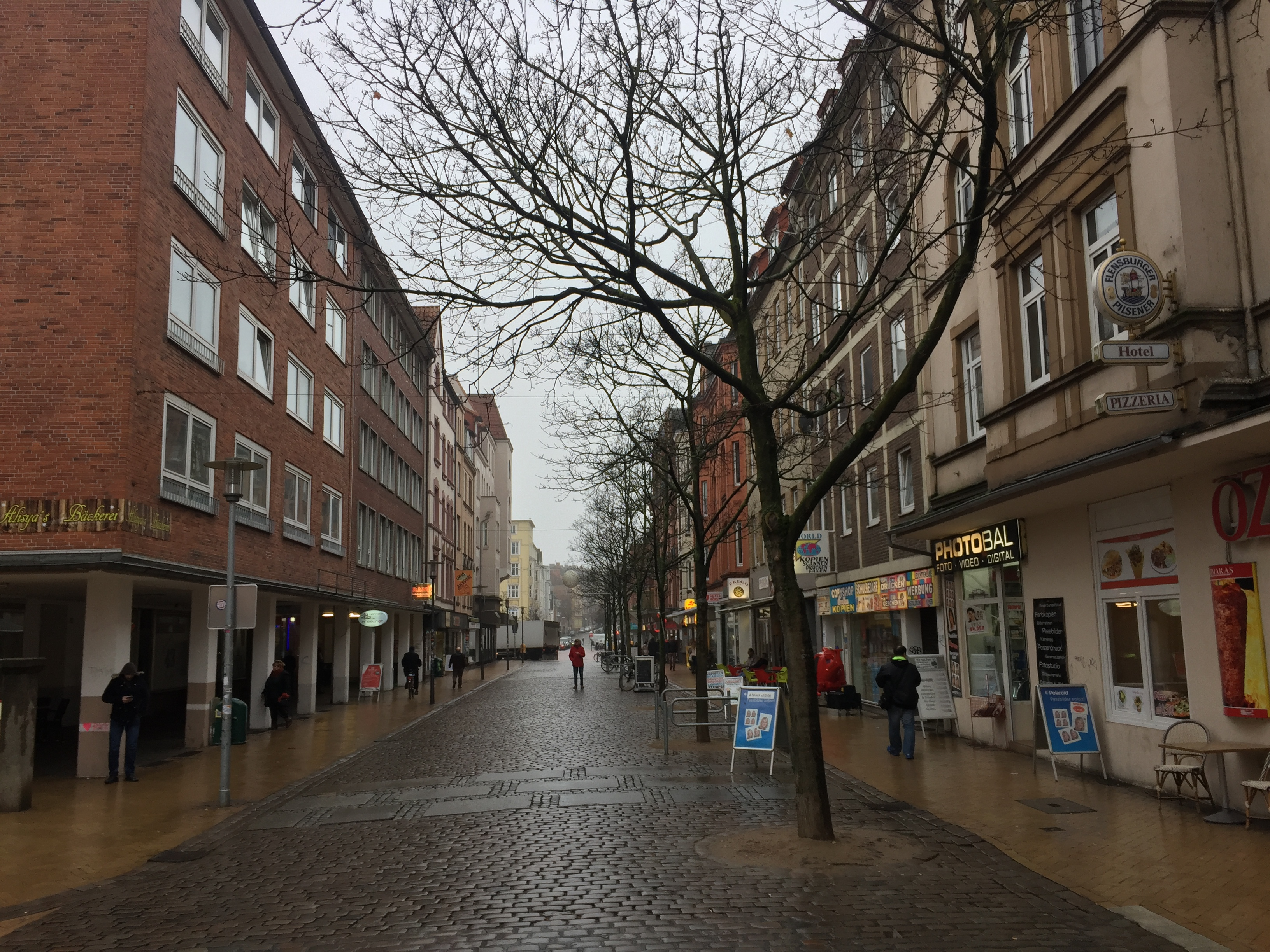
Fußgängerzone Elisabethstraße

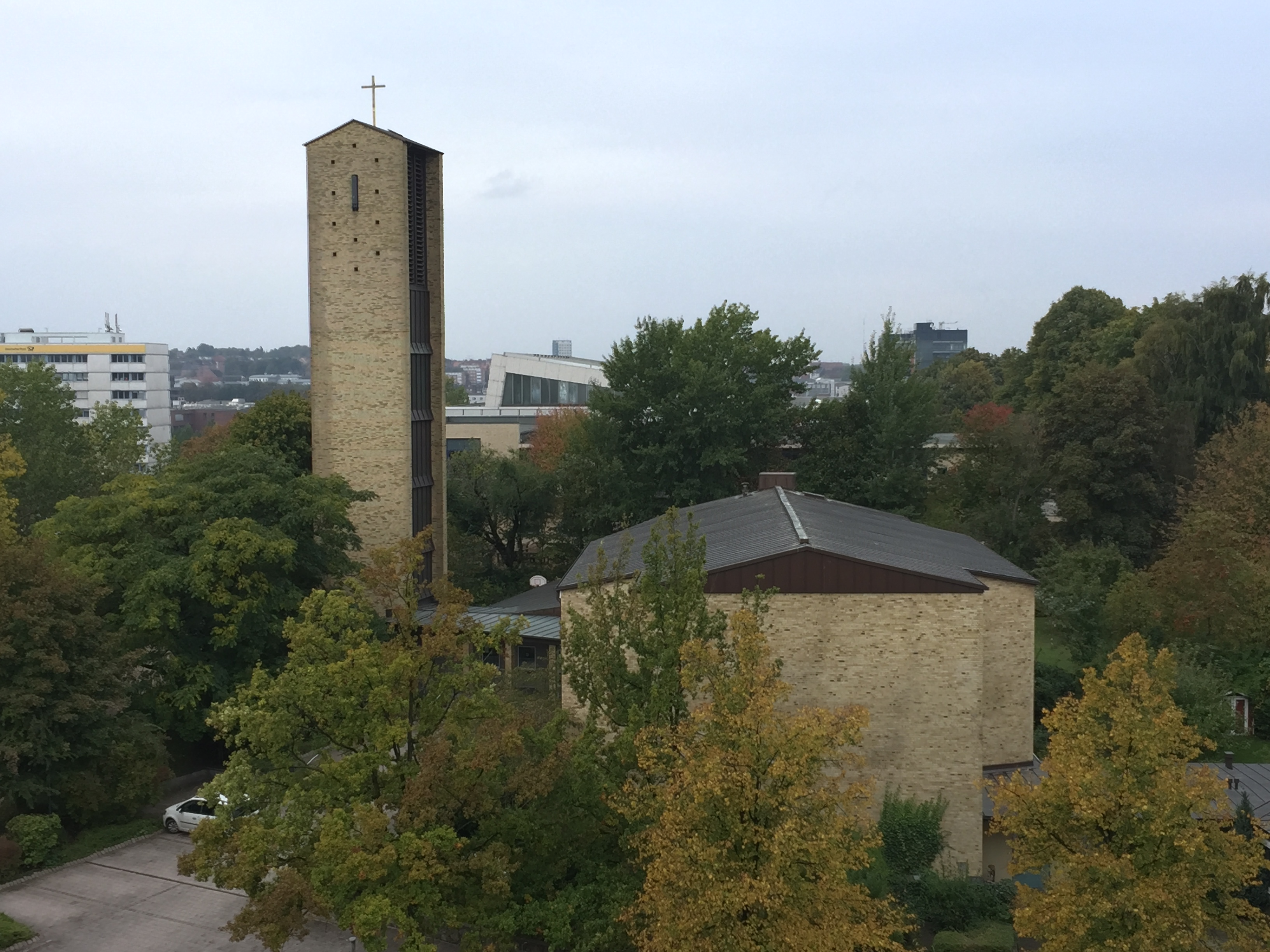
St.-Johannes-Kirche

Gaarden wird das erste Mal dokumentarisch 1210 bei der Gründung des Klosters Preetz erwähnt (als Schreibweisen damals u. a. Ghardin und Garden). Hervorgegangen sind Gaarden-Ost und Gaarden-Süd aus den beiden Dörfern Hemminghestorpe und Wulvesbrooke. Die Mühlenau, an der eine Mühle des Klosters Preetz stand und die heute hauptsächlich unterirdisch verläuft, kennzeichnete die natürliche Grenze zwischen den beiden Dörfern.
Es gründeten sich in den 1860er Jahren drei große Werften auf dem Ostufer zwischen der Hörn und der Schwentine: Die (Norddeutsche Schiffbaugesellschaft (Germaniawerft), die Königliche/Kaiserliche Werft Kiel und die Kieler Schiffswerft (Howaldtswerke)). Nach 1871, als Kiel zum Reichskriegshafen ernannt wurde und in den Werften immer mehr Arbeiter beschäftigt wurden, wuchs die Gemeinde rasch. So wurden 1871 nur 2715 Einwohner vermerkt, im Jahr 1910 waren es schon 30.427 Einwohner.
Gaarden-Ost wurde 1901 nach Kiel eingemeindet; Gaarden-Süd folgte neun Jahre später. Die wirtschaftlichen und militärischen Bestimmungen des Friedensvertrages von Versailles nach dem Ersten Weltkrieg trafen die Werften besonders, so dass die Arbeitslosenzahlen stiegen und die Einwohnerzahlen stagnierten. Deshalb wurde 1923 Kronsburg genau wie andere Stadtteile Kiel hinzugefügt, so dass Gaarden nicht mehr zum Randgebiet zählte.
Nach dem Zweiten Weltkrieg glichen die Ränder von Gaarden-Ost einer Mondlandschaft. Die umfassende Zerstörung des Stadtteils im Luftkrieg resultierte zum einen aus der U-Boot-Produktion auf den Werften, aber auch aus der vor allem durch Arthur Harris ausgegebenen Taktik der Brandbombenteppiche auf Wohngebiete. In vielen Gärten von Kiel kann man heute noch Bomben und die charakteristischen Gewichte der Stabbrandbomben finden.
Auch in der zweiten Hälfte des 20. Jahrhunderts war das Leben in Gaarden zunächst stark an die Werften geknüpft. So beeinflusste auch das Auf und Ab der Werftindustrie diesen Stadtteil wie keinen anderen. Ab Ende der 1950er Jahre kam es nach der Sprengung aller Werftbunkeranlagen zuerst durch das Wirtschaftswunder zu einem Aufschwung, aber Anfang der 1980er Jahre wurde durch die Konkurrenz bzw. Dumpingpreise aus Fernost eine Werftenkrise in vielen anderen Ländern (darunter auch Deutschland) ausgelöst, woraufhin die Europäische Gemeinschaft sich entschloss, Subventionen zuzulassen. Die Krise blieb bei der HDW, der einzigen noch übrig gebliebenen Werft auf dem Ostufer, gleichwohl spürbar. Anfang der 1980er Jahre waren dort noch ca. 12.000 Arbeitnehmer beschäftigt, 1990 waren es 5000 und 1995 noch 3751. Durch den Fall der Mauer und das Ende des Kalten Krieges veränderte sich dann die geopolitische Lage.

## Soziale Probleme
Insbesondere Gaarden-Ost ist durch Einwanderung geprägt, dort leben verschiedene Nationalitäten. Dies bringt neben einem vielfältigen Kulturmix mit kleinen Geschäften und Restaurants auch Konflikte mit sich. Deshalb gilt Gaarden-Ost als ein sozialer Brennpunkt. Die Mieten sind trotz der Nähe zum Stadtzentrum geringer, allerdings ist es angesichts der in Großstädten allgemein steigenden Mieten auch in Gaarden schwieriger geworden, eine günstige Wohnung zu finden, zumal Kiel Universitätsstadt ist. Die ehemals stadteigenen Sozialwohnungen gehören mittlerweile dem Wohnungsunternehmen Vonovia SE und sind aus der Mietpreisbindung herausgefallen, sodass auch für viele Wohnungen in Gaarden jährlich die Miete erhöht wird. 600 der 3000 Vonovia-Wohnungen in Gaarden werden aufwändig saniert. Der Anteil an Arbeitslosen und Menschen mit niedrigem Einkommen ist im 16. Ortsteil von Kiel hoch. Die Arbeitslosenquote lag im ersten Quartal 2011 bei 15,2 %; rund 42 % der Gaardener erhalten Leistungen der Grundsicherung für Arbeitsuchende (SGB II und SGB III). Im Jahr 2018 stieg dieser Anteil auf 64 %. Ferner ist der Anteil der Menschen mit Migrationshintergrund mit 53 % in Gaarden überdurchschnittlich hoch, dies spiegelt sich insbesondere in den dortigen Schulen am hohen Anteil Kinder ausländischer Herkunft wider.
Im Jahr 2006 wurde bekannt, dass der in Hamburg festgenommene Al-Qaida-Terrorismusverdächtige Redouane El-H. in Gaarden ein Internetcafé betrieb. Die Moschee der Kieler Islamischen Gemeinde in Gaarden wurde von dem in Projensdorf wohnhaften Kofferbomben-Attentäter regelmäßig besucht.
Bei der Oberbürgermeisterwahl am 15. März 2009 lag die Wahlbeteiligung in Gaarden unter 20 %.
Ein Teil der sozialen Probleme des Stadtteils wurde in der Folge Borowski und die Kinder von Gaarden der Fernsehkrimireihe Tatort am 29. März 2015 thematisiert. In der am 10. Oktober 2019 ausgestrahlten Folge 4 der Reihe Hartes Deutschland – Leben im Brennpunkt des Privatsenders RTL II wurden verschiedene reale Schicksale dokumentiert.

## Politik
Der Stadtteil Gaarden gehört zum Bundestagswahlkreis Kiel, Altenholz und Kronshagen (5), der direkt gewählte Abgeordnete dieses Wahlkreises ist Mathias Stein, SPD.
Gaarden gehört zum Landtagswahlkreis Kiel-Ost (15), hier ist die direkt gewählte Abgeordnete seit 2022 Seyran Papo, CDU.
Gaarden hat zwei Kommunalwahlkreise, zum einen Gaarden-Ost, direkt gewählter Ratsherr hier ist Wolfgang Schulz, SPD, der andere Wahlkreis ist Gaarden-Süd, hier ist direkt gewählt der Ratsherr Michael Schmalz, auch SPD.
Der Stadtteil ist ein Ortsbeiratsbezirk. Die Funktion eines Ortsbeirates wird auf der Homepage der Stadt Kiel wie folgt beschrieben: „Die Ortsbeiräte wirken in Angelegenheiten mit, die ihren Stadtteil betreffen. Sie werden von den zuständigen Ämtern über alle wichtigen Vorhaben informiert und hierzu angehört. Interessierte haben beispielsweise bei öffentlichen Anhörungen zu Bebauungsplänen in den Ortsbeiräten Gelegenheit, Anregungen und Kritik zu äußern. Die Ortsbeiräte können Anträge, die speziell ihren Stadtteil betreffen, an die Ratsversammlung und an die Ausschüsse stellen. Zu Mitgliedern der Ortsbeiräte können Bürgerinnen und Bürger des Stadtteils, aber auch Ratsmitglieder, gewählt werden. Die Sitzungen sind öffentlich.“
Der Ortsbeirat Gaarden besteht aus 13 Mitgliedern, Vorsitzende ist (seit Juni 2023) Edina Dickhoff, Bündnis 90/Die Grünen.
Die Landeshauptstadt Kiel unternimmt seit 2018 im Rahmen des Projekts „Gaarden hoch 10“ verstärkte und gezielte Anstrengungen, um die Potenziale des Stadtteils Gaarden nachhaltig zu fördern. Ziel des Projekts ist es, die Lebensqualität in Gaarden zu verbessern und den Stadtteil attraktiver zu gestalten. Dies soll durch eine integrierte Herangehensweise erreicht werden, die unter anderem folgende Maßnahmen umfasst:
- Entwicklung der Quartiere,
- Erhöhung von Sicherheit und Sauberkeit,
- Förderung von Kunst und Kultur,
- Verbesserung der Verkehrsanbindungen,
- Stärkung der Bildungsangebote.

„Gaarden hoch 10“ ist ein langfristig angelegter Prozess, der auf eine nachhaltige Entwicklung des Stadtteils abzielt.

## Wirtschaft und Infrastruktur

### Wirtschaft
- Howaldtswerke-Deutsche Werft
- ehemalige Margarinefabrik Seibel (seit 2006 Musikschule der Volkshochschule Kiel)
- Jungbrunnen Vineta (seit 1982 offizieller Jungbrunnen des Landes Schleswig-Holstein)

In Gaarden befand sich bis Ende Mai 2018 eine Schwimmhalle sowie das Freibad Katzheide, das Veranstaltungszentrum Räucherei, eine Jugendherberge und eine Stadtteilbibliothek sowie diverse Kirchen und Moscheen und eine Berufsschule.
Gaarden verfügt über eine gute Nahversorgung. Die Elisabethstraße ist die Haupteinkaufsstraße, die angrenzend am Vinetaplatz als Fußgängerzone eingerichtet ist. Auch in der Stoschstraße, Kaiserstraße und im Kirchenweg haben sich viele Einzelhandelsgeschäfte angesiedelt.

### Verkehr
Durch Gaarden verläuft die Bahnstrecke Kiel Süd–Schönberger Strand mit dem ehemaligen Haltepunkt Kiel-Gaarden. Von 1911 bis 1961 war in Gaarden zudem eine Bahnstation der Bahnstrecke Kiel–Segeberg, deren Gleise bereits 1962 entfernt wurden.
Der Theodor-Heuss-Ring bzw. Konrad-Adenauer-Damm (Bundesstraße 76) trennt Gaarden-Süd von Gaarden-Ost auf der Ost-West-Achse. T-förmig dazu verläuft quer durch Gaarden-Ost der Ostring (Bundesstraße 502) und nach Süden ist Kiel hier mit der Neue Hamburger Straße (Bundesstraße 404) an das Bundesstraßennetz angebunden. Über die Hörnbrücke ist Kiel Hauptbahnhof für Fußgänger und Radfahrer schnell zu erreichen.

### Schulen
- Fröbelschule – Grundschule
- Hans-Christian-Andersen-Schule – Grundschule
- Fridtjof-Nansen-Schule Kiel – Regionalschule
- Gemeinschaftsschule am Brook – Gemeinschaftsschule
- Hans-Geiger-Gymnasium – Gymnasium
- Regionales Berufsbildungszentrum (RBZ) Technik Kiel – Berufsschule

## Sportvereine
- FT Eiche
- TuS Gaarden
- Eintracht Kiel
- Inter Türkspor Kiel
- Boxsportclub Kiel e. V.
- MGC Olympia Kiel e. V.
- Alte Gaardener Gilde von 1738 e. V.

## Söhne und Töchter Gaardens
- Wilhelm Werner (1886–1975), deutscher Kunstsammler
- Franz Steffen (1887–1916), Pilot, Flugzeugbauer und Luftfahrtpionier
- Karl Meitmann (1891–1971), Polizei-Zivilkommissar für Schleswig-Holstein (1920–1924), Gau-Sekretär des Reichsbanners Schwarz-Rot-Gold Schleswig-Holstein (1924–1926), 1. Vorsitzender der SPD Hamburg (1928–1933 und 1945–1952) und Mitglied des Bundestags (1949–1961).
- Bruno Steffen (1891–1973), Pilot, Flugzeugbauer und Luftfahrtpionier
- Walter Alnor (1892–1972), preußischer Landrat in Eckernförde (1926–1943), Gebietskommissar im Reichskommissariat Ostland (1941–1943) und Landrat im Kreis Segeberg (1950–1959)[20]
- Patrick Ebert (* 1987), deutscher Fußballspieler, begann im Alter von 4 Jahren beim TuS Gaarden mit dem Fußballspielen.[21]
- Selim Aydemir (* 1990), deutsch-türkischer Fußballspieler, begann seine Laufbahn als Jugendspieler beim lokalen Verein TuS Gaarden.[22]

## Belege
1. 1 2  www.kielive.de: Gaarden von Anfang an bis zum 2. Weltkrieg (Memento vom 18. Oktober 2013 im Internet Archive) Abgerufen am 27. März 2009
2. ↑  Hans-G. Hilscher, Dietrich Bleihöfer: Volkspark. In: Kieler Straßenlexikon. Fortgeführt seit 2005 durch das Amt für Bauordnung, Vermessung und Geoinformation der Landeshauptstadt Kiel, Stand: Februar 2017 (kiel.de).
3. ↑  gartenrouten-sh.de: Volkspark Gaarden, abgerufen am 27. März 2009.
4. ↑  Landesarchiv Schleswig-Holstein, Beständen zur Geschichte der Stadt Kiel: Abt. 119 Adliges Kloster Preetz, S. 1389ff
5. ↑  Der Name Wulvesbrooke findet sich heute noch in der direkt an Gaarden-Süd angrenzenden Straße Wulfsbrook im Stadtteil Hassee wieder.
6. ↑  Burkhard Hackländer: Kiel. Conrad-Stein-Verlag, 3. Aufl. 2006, S. 152.
7. ↑  kiel.ingowelt.de Kurze Geschichte der Stadt Kiel II. 1867–2003 (Memento des Originals vom 12. März 2009 im Internet Archive)  Info: Der Archivlink wurde automatisch eingesetzt und noch nicht geprüft. Bitte prüfe Original- und Archivlink gemäß Anleitung und entferne dann diesen Hinweis., abgerufen am 27. März 2009.
8. ↑  Schleswig-Holsteinischer Heimatbund, Magazin vom 6/2000, Artikel von Markus Oddey: Bomben auf Kiel. S. 9.
9. ↑  www.uni-kiel.de: Die Stadt Kiel – Stadtentwicklung von Kiel. (Memento vom 23. März 2010 im Internet Archive)
10. ↑  Martin Geist: Vonovia saniert Wohnungen – Besser und teurer wohnen in Gaarden. In: kn-online.de. 17. November 2018, abgerufen am 28. Februar 2024.
11. ↑  Sozialraumbericht 2011 Gaarden (PDF; 2,0 MB) abgerufen am 30. April 2012
12. 1 2  shz.de
13. ↑  www.kn-online.de, 5. März 2009: OB-Kandidaten fordern übereinstimmend mehr Engagement für Gaarden (Memento vom 29. Oktober 2014 im Internet Archive), abgerufen am 27. März 2009
14. ↑  www.spiegel.de: Kofferbomber: Kiels Nährboden für Islamisten vom 25. August 2006, abgerufen am 27. März 2009.
15. ↑  www.kiel.de: Oberbürgermeisterwahl am 15. März 2009: Ortsteil 16 (Memento vom 19. Dezember 2010 im Internet Archive)
16. ↑  Archivlink (Memento vom 10. Februar 2017 im Internet Archive)
17. ↑  "Hartes Deutschland – Folge 4". Archiviert vom Original (nicht mehr online verfügbar) am 11. Oktober 2019; abgerufen am 10. Oktober 2019.  Info: Der Archivlink wurde automatisch eingesetzt und noch nicht geprüft. Bitte prüfe Original- und Archivlink gemäß Anleitung und entferne dann diesen Hinweis.
18. ↑  https://www.kiel.de/de/kiel_zukunft/stadtteile/gaarden.php
19. ↑  kn-online.de Schwimmhalle Gaarden schließt für immer.
20. ↑  Gottwaldt / Kampe: NS-Gewaltherrschaft: Beiträge zur historischen Forschung und juristischen Aufarbeitung, 2005, S. 224 (Anm. 31); eingesehen am 31. März 2010
21. ↑  www.bundesliga.de (Seite nicht mehr abrufbar, festgestellt im Dezember 2018. Suche in Webarchiven)  Info: Der Link wurde automatisch als defekt markiert. Bitte prüfe den Link gemäß Anleitung und entferne dann diesen Hinweis.; eingesehen am 29. Mai 2012
22. ↑  www.dfb.de; eingesehen am 29. Mai 2012

Koordinaten: 54° 18′ 26″ N, 10° 8′ 30″ O